# Matías Lazo
Matías Fernando Lazo Zapata (Arequipa, 11 luglio 2003) è un calciatore peruviano, difensore del Melgar.

## Carriera

### Nazionale
Nel 2023 è stato convocato, dalla nazionale Under-20 peruviana, per il Campionato sudamericano di categoria.

## Statistiche

### Presenze e reti nei club
Statistiche aggiornate al 20 gennaio 2023.
| Stagione        | Squadra         | Campionato      | Campionato | Campionato | Coppe nazionali | Coppe nazionali | Coppe nazionali | Coppe continentali | Coppe continentali | Coppe continentali | Altre coppe | Altre coppe | Altre coppe | Totale | Totale |
| Stagione        | Squadra         | Comp            | Pres       | Reti       | Comp            | Pres            | Reti            | Comp               | Pres               | Reti               | Comp        | Pres        | Reti        | Pres   | Reti   |
| --------------- | --------------- | --------------- | ---------- | ---------- | --------------- | --------------- | --------------- | ------------------ | ------------------ | ------------------ | ----------- | ----------- | ----------- | ------ | ------ |
| 2020            | Melgar          | L1              | 1          | 0          | -               | -               | -               | CS                 | 0                  | 0                  | -           | -           | -           | 1      | 0      |
| 2021            | Melgar          | L1              | 5          | 0          | -               | -               | -               | CS                 | 4                  | 0                  | -           | -           | -           | 9      | 0      |
| 2022            | Melgar          | L1              | 21+2       | 0          | -               | -               | -               | CS                 | 7                  | 0                  | -           | -           | -           | 30     | 0      |
| Totale carriera | Totale carriera | Totale carriera | 27+2       | 0          |                 | -               | -               |                    | 11                 | 0                  |             | -           | -           | 40     | 0      |